# Јасмина Хадела
Јасмина Хадела (1990) хрватска је научница, педагог, предавач и ауторка књиге „Бити Своја”.

## Биографија
Рођена је 1990. године у Хрватској. Магистрирала је рано и предшколско васпитање и образовање и докторирала психосоцијалне студије на Универзитету у Љубљани и педагогију на Универзитету у Ријеци. Ради као предавач, едукатор интегративне гешталт психотерапије и психодраме, као саветница за родитеље по принципима свесног родитељства Института Шефали Цабари, спољна сарадница програма подршке женама након порођаја Pospartum Rehab и као директорка Дома за одрасле особе са менталним оштећењима „Веселко”.
Учествовала је и излагала на бројним конференцијама, вебинарима, семинарима, стручним скуповима и радионицама међу којима су Међународна конференција о савременом образовању „Школа за сутра – Од мозга до ума, умеће поучавања или подучавања као уметност” у Загребу 2013, конференције „Пред мојим очима растеш” 2021, „BYOB подршка женама подузетницама” 2022, „Жена за жену” у Вараждину и „Профимама – Изазови модерног родитељства” у Београду 2023. године и многим другим.
Оснивач је Центра за рани развој у детињству „Јасмина” 2019. и конференција „Подржана у животним улогама – родитељство, посао и своје ја” 2022. и „Прошлост, садашњост, будућност” 2023. године. Ауторка је књиге подршке женама на личном и професионалном подручју живота „Бити Своја” 2022, стручних и научних радова из области васпитања и образовања, сета од деведесет и три едукативне картице, радног приручника „Твоја животна прича”, програма за родитеље, жене и професионални развој едукатора, курсева „Умири своје страхове и сумње”, „Шутња (ни)је злато”, „Како бити Своја у три научна подручја?”, „Буди Своја” и „Пет најчешћих разлога због којих родитељи улазе у конфликт са децом”, менторског програма и Академије за будуће едукаторе. Неки од њених пројеката су „Тигров плес”, „Различити, а опет слични” и „Грађански одгој у Елмерима” у дечјем вртићу „Врапчић” у Шенковецу, „Рањива и снажна”, „Разговори с Јасмином”, „Из перспективе детета 1 и 2” и други. Има троје деце, два сина и једну ћерку.

## Радови

### Стручни радови
- Хадела, Ј. (2018). Истраживачке активности у јаслицама: Како истражују дјеца ране доби?. У: Вишњић Јевтић, А. (Ур.). Заједно растемо – редефинирање теорије и праксе раног и предшколског одгоја, Чаковец и Загреб: УФЗГ и Дјечји вртић „Цврчак” Чаковец, стр. 126–133.
- Хадела Ј. (2017). Улога институцијског контекста јаслица у процесу потицања развоја социјалне компетенције дјеце ране доби. У: Кокановић Т, Опић С, Јурчевић Лозанчић А. (Ур.). Садашњост за будућност одгоја и образовања – могућности и изазови. Међународни знанствено–стручни скуп, зборник радова, Сисак: Дјечји вртић Сисак Стари, стр. 88–94.
- Хадела Ј. и Пергар М. (2017). Квалитета просторно–материјалног контекста вртића у очима дјетета. У: Кокановић Т, Опић С, Јурчевић Лозанчић А. (Ур.). Садашњост за будућност одгоја и образовања – могућности и изазови. Међународни знанствено–стручни скуп, зборник радова, Сисак: Дјечји вртић Сисак Стари, стр. 95–103.

### Приказ научне књиге
- Hadela J. (2018). Narratives of educating for sustainability in unsustainable environments. (Ur.) Haladay J. Hicks. Društvena istraživanja: časopis za opća društvena pitanja. 27 (4): 759—762. Недостаје или је празан параметар |title= (помоћ).

### Публикација
- Хадела Ј. Бити Своја – подршка женама кроз особни и професионални развој. 2022. Центра за рани развој у детињству „Јасмина”.